# 夢幻戰士II
《梦幻战士II》是日本通訊網路於1989年間所發行的橫向捲軸動作遊戲，在個人電腦與PC Engine主機都有移植版本，開發團隊是日本通訊網路旗下的Laser Soft。
本作是1986年發行的《夢幻戰士》的正式後繼作品。隨者MSX等電腦主機版本發行後，PC Engine主機版本也在1989年發行。本作挾者超人氣聲優島本須美替女主角麻生優子配音與精美動畫音樂的雙重組合下，在當時創下了令人亮眼的語音震撼，極具創意的表現讓《夢幻戰士II》成為PC CD-ROM主機黎明時期的超級大作與動作遊戲名作，而麻生優子則被稱為PC Engine主機世代永遠的偶像。

## 遊戲系統
以PC Engine版本為標準，玩家在剛開始時只能發射威力極弱的子彈，但是拿到強化武器後，即可運用該武器的攻擊模式打擊敵人，而玩家可以控制優子跳躍以躲避敵人或橫越地形陷阱，同時優子有血量限制：一旦血量歸零，本關即宣告失敗。
攻擊模式
- 普通:優子最初的攻擊模式，等級提升時，能量會加強，一次發射的彈數也會增加
- 衝擊波:貫穿力強的武器，等級提升時還可以抵銷敵人的攻擊子彈
- 飛彈:可自動進行追蹤的攻擊武器，等級提升時，發射的彈數也會增加
- 霰彈:可以同時攻擊斜上方與正前方，等級提升時威力也會增加

## 情节
魔王羅古雷斯被打敗後，新的威脅崛起了。而他的魔手也同樣伸往了夢幻界，優子聽到了麗子的示警，趕往了夢幻界，但是在夢幻界裡有衝擊的事實等者優子的到來

### 登場人物
- 麻生優子（配音：島本須美） － 在前作中打敗了魔王羅古雷斯，但在這次危機裡，有令人意外的事實隱藏其中……
- 桐島麗子（配音：三田優子） － 在前作過世的麗子，在這次危機中，以精神體的存在，警告了優子新威脅的到來
- 幻夢皇帝梅卡司（配音：鈴置洋孝） － 暗黑界新崛起的統治者，率領大軍勢如破竹的前往夢幻界
- MSX版本殘忍王梅卡司 － 暗黑界新崛起的統治者，率領大軍勢如破竹的前往夢幻界
- ヴァリア － 夢幻界女王，這次的敵人遠超乎想像，而且似乎有重要的事實要告知優子
- ヴァルナ － ヴァリア的女兒，在ヴァリア過世後，將事實告知優子

## 开发与评价
《夢幻戰士II》是日本通訊網路正式加入PC Eigine主機陣容的第一作，本作活用當時遊戲界第一次使用CD-ROM作儲存媒介所帶來的優勢，將優子栩栩如生的呈現在玩家面前，使的玩家大受震撼，紛紛表示原來遊戲不是只有單純的遊玩而已，夢幻戰士II將遊玩的層次提升到有如可以觀看動畫般的同時享受畫面跟音樂，在當時還是紅白機遊戲當道的業界中替PC Eigine主機開創出一條光明大道來，同時也讓當時的玩家對夢幻戰士的映像相當深刻，本作的成功定下日後夢幻戰士在遊樂機界活躍的基礎。
而女主角優子的身世之謎，也從一代的平凡女高中生，經由ヴァルナ的告知才知道原來自己是ヴァリア的女兒，與ヴァルナ是雙胞胎姊妹，原來在優子剛誕生時，因為怕同時有兩位繼承人在，會引發統治權之爭，所以ヴァリア只好把還在襁褓中的優子送到人間界給平凡人扶養，然而得知事實的優子卻未能親自與母親ヴァリア相認，因為在優子趕到之前，ヴァリア就不幸死在梅卡司手上，得知原委的優子憤怒的拿起劍親手對抗梅卡司……
《II》的劇情鋪設同樣繼承初代的細膩設定，對優子的悲傷境遇作了合理的解釋，使的玩家在遊玩之餘，也能感受到優子的情緒波動，同樣的體會優子的悲與喜，流暢細緻的劇作安排讓玩家更為融入劇情，這也是經過長久時間未推出新作的夢幻戰士，為何有人能等待這麼久的時間依然期待夢幻戰士新作發表的魅力來源

### 影响
游戏移植于PC-9801、MSX、X68000和PC Engine（CD-ROM）。

## 外部連結
- 莫比游戏上的《夢幻戰士II》（英文）